# József Eisenhoffer
József Eisenhoffer, ungarisch auch József Aczél, (* 8. November 1900 in Budapest, Österreich-Ungarn; † 13. Februar 1945) war ein ungarischer Fußballspieler und -trainer.

## Karriere
József Eisenhoffer spielte in der ersten ungarischen Liga für den Kispesti AC und ab 1920 für den Ferencvárosi Torna Club. Rund um den Jahreswechsel 1923/24 war er kurzzeitig bei Makkabi Brno, wechselte jedoch nach wenigen Wochen wieder zurück zu Ferencváros. Er war von 1920 bis 1924 Spieler der ungarischen Nationalmannschaft. In nur acht Spielen erzielte er dabei sieben Tore. Eisenhoffer stand auch im ungarischen Olympiateam bei den Sommerspielen 1924 und erzielte dabei ein Tor. Mit seinem Wechsel nach Österreich, zum jüdischen Klub SC Hakoah Wien, endete allerdings sein Engagement für den ungarischen Verband im Sommer 1924.
Eisenhoffer war kein gebürtiger Jude, sodass nach seiner Verpflichtung in den Wiener Zeitungen das Gerücht aufkam, er wäre nur zum Judentum übergetreten, um bei der Hakoah spielen zu können. Tatsächlich war er jedoch bereits in Ungarn konvertiert, um seine aus jüdisch orthodoxer Familie stammende Braut heiraten zu können. Seine Gattin war auch die Ursache dafür, dass er zur Hakoah wechselte. Eigentlich war er sich bereits mit dem Hamburger SV einig und machte auf dem Weg nach Hamburg Station in Wien, wo er von seiner Frau überredet wurde, für einen Verein zu spielen, der näher bei Budapest liegt. Eisenhoffer bot daraufhin seine Dienste der Hakoah an und wurde auch verpflichtet.
Mit der Hakoah wurde József Eisenhoffer 1925 auf Anhieb Meister, in der Folgesaison reichte es jedoch nur mehr zum siebten Platz. Während dieser Zeit erfolgten auch zwei Einsätze in der Wiener Stadtauswahl, wobei Eisenhoffer ein Tor gegen Preßburg erzielte. Im Frühjahr 1926 unternahm die Hakoah eine Amerika-Tournee, die ein großer Publikumserfolg wurde und dazu führte, dass eine Reihe von Hakoah-Spielern – darunter auch Eisenhoffer – Verträge von US-Vereinen angeboten erhielten. Eisenhoffer kehrte mit der Mannschaft nach Wien zurück und spielte die Meisterschaft zu Ende, informierte dann jedoch den Verein von seinem beabsichtigten Wechsel und reiste nach New York ab, um künftig für die Brooklyn Wanderers zu spielen.
Zu den Wanderers wechselten auch seine ehemaligen Vereinskollegen Leopold Drucker, Alexander Neufeld und Heinrich Schönfeld sowie der ehemalige Amateure-Spieler Kálmán Konrád. Eisenhoffer spielte zwei Saisonen für die Wanderers in der ASL, ehe 1928 im Rahmen des Soccer War zwei konkurrierende Ligen entstanden. Er wechselte zur neu gegründeten New York Hakoah (auch Hakoah All-Stars genannt) in die ESL, wo die bislang bei verschiedenen US-Vereinen tätig gewesenen ehemaligen Spieler der Wiener Hakaoh wieder zusammenfanden. In seiner einzigen Saison mit New York Hakoah gewann er 1929 den National Challenge Cup und trat auch als Finaltorschütze in Erscheinung. Nach dieser Saison wechselte er zurück in die ASL zur Brooklyn Hakoah, jedoch kam es bald darauf zur Wiedervereinigung der beiden Ligen und zur Fusion der beiden Hakoah-Teams. Es brachen Zwistigkeiten darüber aus, ob er nun bei den Brooklyn Wanderers oder doch bei der fusionierten Hakoah einen rechtsgültigen Vertrag unterzeichnet hätte. Eisenhoffer kehrte zu den Wanderers zurück und spielte dort noch zwei weitere Saisonen. Insgesamt bestritt er 161 Ligaspiele in der ASL für die Wanderers und die Hakoah und erzielte dabei 51 Tore.
Nach seiner Zeit in den USA kehrte József Eisenhoffer 1931 zur Wiener Hakoah zurück, für die er bis zum Jahresende 1932 noch einmal in der Meisterschaft auflief. In insgesamt dreieinhalb Saisonen bestritt er 67 Meisterschaftsspiele für die Hakoah und verzeichnete dabei 29 Treffer.
Anschließend wechselte er in die französische Profiliga zu Olympique Marseille, für die er sein erstes Punktspiel am ersten Weihnachtstag 1932 bestritt. Bis einschließlich der Saison 1935/36 brachte er es dort auf 58 Partien in der Division 1, in denen er 19 Treffer erzielte. Ein Meistertitel blieb ihm dabei verwehrt, aber dafür gewann er 1935 durch ein 3:0 im Finale über Stade Rennais UC den Landespokal, nachdem er mit Olympique ein Jahr zuvor im Endspiel noch mit 1:2 am FC Sète gescheitert war. Schon ab 1935 arbeitete Eisenhoffer in Marseille auch als Trainer – und das sehr erfolgreich: 1937 gewann sein Team die Landesmeisterschaft, 1938 erneut den Pokal. Im November 1938 wechselte er als Trainer zum RC Lens, kehrte jedoch am Ende dieser Saison wieder nach Marseille zurück. Während des Zweiten Weltkriegs hat er gelegentlich auch noch als Spieler ausgeholfen und sich zwischen 1939 und 1941 in acht Liga- sowie sieben Pokalbegegnungen selbst aufgestellt; in den Punktspielen schoss er noch zwei, im Pokal sogar fünf Tore – und als fast 40-jähriger stand er sogar nochmals im Finale der Coupe de France (1940 1:2 gegen Racing Paris). 1941 führte er seine Mannen zu dem allerdings bloß inoffiziellen Meistertitel in der Südgruppe der Division 1. In den Jahren bei OM traf er mit Friedrich Donnenfeld und Edmund Weiskopf auch zwei ehemalige Hakoahner Mitspieler wieder.
József Eisenhoffer starb während des Zweiten Weltkriegs Anfang 1945 bei einer Bombardierung Budapests an einer Blutvergiftung, verursacht durch eine nicht behandelte Granatsplitterwunde.

## Erfolge
- 1 × Österreichischer Meister: 1925
- 1 × National-Challenge-Cup-Sieger: 1929
- 1 × Französischer Meister: 1936/37 (als Trainer)
- 2 × Coupe de France: 1934/35 (als Spieler), 1937/38 (als Trainer); zudem Finalist 1933/34 (als Spieler), 1939/40 (als Spieler und Trainer)